# Língua uanano
Wanano, guanano, ou kootiria é uma língua pertencente ao tronco tucano ocidental da família linguística tucano, sendo falada por aproximadamente 1600 falantes habitantes das margens do Rio Uaupés nas regiões do noroeste do estado brasileiro do Amazonas e no distrito do sudoeste colombiano de Vaupés. O wanano é considerado uma língua "vulnerável".
A língua é falada pelos grupos étnicos Wanano e Piratapuyo, que não formam laços familiares entre si, entretanto, sua fala é 75% lexicamente similar.

## Classificação
A família linguística a que o wanano pertence é a família tucana, localizada no noroeste da Amazônia. A família tucana pode ser dividida em dois grupos: línguas tucanas ocidentais e línguas tucanas orientais, com o wanano pertencendo ao grupo das orientais. O grupo ocidental é muito maior que o oriental, contando com 16 línguas e em torno de 28.000 falantes nativos, enquanto que o oriental possui 4 línguas e em torno de 3.000 falantes nativos. A língua wanano pertence ao ramo oriental-norte da família linguística tucano.

## História

### História antiga
Os missionários jesuítas foram os primeiros a chegar na área que hoje é habitada pelos Wanano. No final do século XVIII, eles já haviam estabelecido uma base em São Gabriel da Cachoeira. Expedições missionárias junto com estabelecimento de outras bases foram sendo realizadas até o século XX. Escolas de regime interno foram construídas em assentamentos maiores como em São Gabriel e diversos indígenas foram enviados para estudarem nessas escolas. Os jesuítas costumavam ir até as vilas e encorajar os povos a abandonar suas crenças e a praticar o cristianismo, bem como falar português.
O primeiro registro dos Wanano foi feito pelo naturalista Alfred Wallace durante sua expedição pelo Rio Uaupés em 1852. Mais tarde, em 1904, o etnólogo alemão Theodor Kock-Grünberg conduziu uma pesquisa na região Wanano. Ele observou as interações dos Wanano com os outros grupos indígenas, incluindo cerimônias como danças e práticas funerárias. Um fator que foi observado pela pesquisadora Kristine Stenzel é que os Wanano são amplamente multilíngues.

### Projetos de documentação da língua wanano
O primeiro trabalho de que se tem notícia sobre a língua wanano foi um retrato gramatical feito por um missionário salesiano chamado Antônio Giacone em 1967. Desde então, muitas pesquisas foram conduzidas na Colômbia por Nathan e Carolyn Waltz em colaboração com a organização SIL entre 1963 e 1996. Esses pesquisadores publicaram uma gramática pedagógica, artigos sobre os aspectos da fonologia wanano, um volume contendo um estudo sobre termos familiares, um esboço gramatical da língua, um longo texto interlinearizado e uma visão geral da língua, encontrado na coleção Caro y Cuervo. Em 2007, Nathan Waltz publicou um dicionário wanano-espanhol.

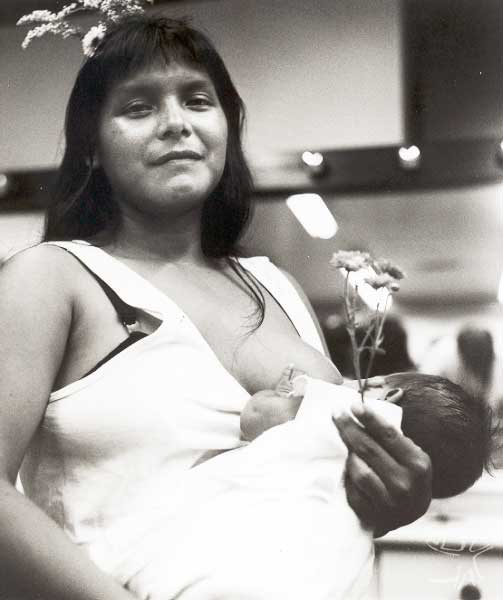
Mãe indígena wanano amamentando seu filho

Mais recentemente, pesquisas relacionadas à língua wanano vem sendo produzidas pela linguista Kristine Stenzel, que vem conduzindo pesquisas no Alto do Rio Negro desde 2000. Ela publicou um livro sobre a gramática de kootiria (wanano) que discute a morfologia e a sintaxe da língua. Junto desse livro, ela escreveu muitos artigos sobre diferentes aspectos da língua wanano e sobre os Wanano.
Wanano também foi descrita em um projeto de documentação linguística fundado pelo Programa de Documentação de Línguas e Culturas Indígenas (ProDocLin) no Museu do Índio. O projeto foi coordenado pela pesquisadora Kristine Stenzel e foi uma oficina de ensino da gramática pedagógica do wanano.
Kristine Stenzel também escreveu artigos relacionados aos aspectos antropológicos dos Wanano, bem como a sua dissertação de 2004, onde ela discute aspectos culturais como casamento e o multilinguismo.
A antropóloga Janet Chernela também estudou a sociedade wanano e publicou um livro chamado "Os índios Wanano da Amazônia Brasileira", que retrata mais profundamente a sociedade wanano.

## Etimologia
Os Wanano se autodenominam kootiria (povo da água, em tradução direta), um nome que os foi dado pelos Cubeo, um outro povo indígena habitante das margens do Rio Uaupés.

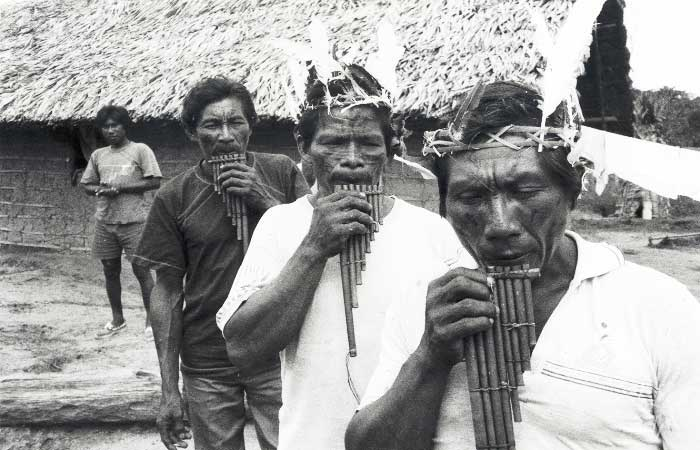
Indígenas Kotiria tocam flauta tradicional em aldeia

De acordo com o mito da origem dos Wanano, o primeiro Wanano existiu em forma de espírito e morava em uma árvore oca. Certa vez, esse espírito tomou a forma de um homem charmoso e foi a uma cerimônia Cubeo, onde ele encantou as mulheres e as levou de volta para a sua árvore. No próximo dia, os homens Cubeo seguiram a trilha até a árvore e decidiram queimá-la, mas a cada vez que o fogo era aceso, água caía da árvore e apagava as chamas. Então, os Cubeo decidiram que os seres de dentro da árvore seriam chamados de Kootiria, o povo da água. Eventualmente, o fogo conseguiu queimar a árvore e o espírito dos Wanano a deixou, indo, em seguida, viajar até a grande cachoeira em Ipanoré, de onde surgiram todos os povos tucanos. Nessa cachoeira, morava o Grande Espírito Ko'amakʉ, que soprou fumaça no espírito wanano, que então se tornou humano. Depois de todos os grupos terem sido criados, houve uma grande celebração e danças foram dadas para cada um dos grupos, mas o ancestral wanano, Muktiro, ficou com a mais bela das danças e subiu o rio até onde hoje é Caruru. Nas grandes cachoeiras desse lugar, há uma rocha chamada Kumuno Wʉ'ʉ, que significa casa do xamã, Muktiro tomou essa rocha para si e os arredores como moradia para seu povo.

## Distribuição geográfica
Os Wanano habitam o noroeste da Amazônia, no Rio Uaupés. A diáspora dos Wanano é espalhada entre o Brasil e a Colômbia, com uma população estimada de 1560; destes, 447 habitam o Brasil.
Os Wanano moram em 21 comunidades tradicionais às margens do Rio Uaupés. As comunidades brasileiras, começando com as mais baixas no rio, são: Ilha de Japú (mu nʉko), Cachoeira da Arara (maha poa), Ilha de Inhambú (kha nʉko), Cachoeira do Poraquê (sa'mã wapa), Cachoeira Caruru (mo phoye), Jacaré (soma), Jutica (ñapima), Taína (nihiphoto) e Taracuá (mene koana ñoaka). Todas estão localizadas dentro de áreas de preservação indígena.

As comunidades colombianas, começando com as mais altas no rio, são Ibacaba (ñʉmʉ poa), Matapí (bʉkakopa), Taína Columbia, Igarapé Paca (sama nia phito), Macuco (phota phito), Ananás (sãne oaka), Vila Fátima (boho poa/wate poa), Inambú Ponta (kha phito), Tamanduá (mie phito), Santa Cruz (poa wapa), Tabatinga (bota poa) e Taiaçú (yese poa).

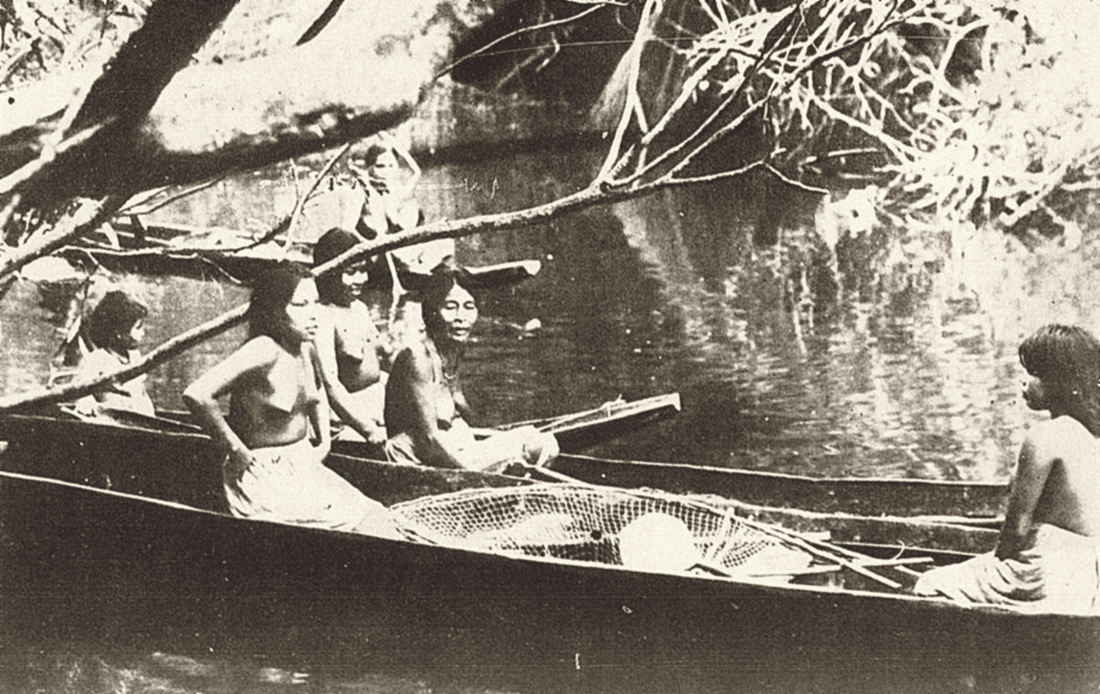
Indígenas wanano pescando no Rio Uaupés

As comunidades wanano no Brasil variam de tamanho entre aquelas com algumas casas e um total de 15 a 25 habitantes e a maior vila, Cachoeira Caruru, com aproximadamente 100 habitantes. A maior das comunidades colombianas é Vila Fátima, chegando a centenas de habitantes.
No Brasil, fora das comunidades tradicionais, concentrações dos Wanano podem ser encontradas em Iauaretê, uma missão jesuíta do século XIX localizada em torno de 50 quilômetros rio abaixo das primeiras comunidades wanano, além de São Gabriel da Cachoeira, uma cidade de aproximadamente 18.000 pessoas, localizada em torno de 150 quilômetros rio abaixo das comunidades wanano. Iauaretê se encontra dentro da Área Indígena do Alto Rio Negro e pertence ao município de São Gabriel, o único centro urbano em uma área de mais de 100 mil quilômetros quadrados, onde mais de 90% da população é indígena; a grande maioria migrou para a cidade nas últimas duas décadas.
O número de falantes é relativamente alto e é a primeira língua de grande parte da população da área. A língua é vista como uma língua indígena saudável.

## Fonologia
A fonologia do wanano é similar a das outras línguas tucanas, porém apresenta alguns fatores que a diferenciam. A língua conta com alguns fenômenos fonológicos tanto no nível das consoantes, quanto no nível vocálico.

### Consoantes
O vocabulário consonantal do wanano é o maior dentre a família linguística tucana. Possui 16 consoantes, das quais /b d p t k p pʰ tʰ s tʃ w j h/ podem ocorrer no início das palavras e são completamente contrastantes. Além das supracitadas, /g/ ainda pode ocorrer no início das palavras, entretanto é mais comumente encontrado na posição inicial de sufixos.
|             |             |              | Bilabial | Alveolar | Pós-alveolar | Velar | Glotal |
| ----------- | ----------- | ------------ | -------- | -------- | ------------ | ----- | ------ |
| Plosiva     | desvozeada  | não aspirada | p        | t        |              | k     | ʔ      |
| Plosiva     | desvozeada  | aspirada     | pʰ       | tʰ       |              | kʰ    |        |
| Plosiva     | vozeada     | vozeada      | b        | d        |              | ɡ     |        |
| Africada    | Africada    | Africada     |          |          | tʃ           |       |        |
| Fricativa   | Fricativa   | Fricativa    |          | s        |              |       | h      |
| Aproximante | Aproximante | Aproximante  | w        |          | j            |       |        |
| Vibrante    | Vibrante    | Vibrante     |          | r        |              |       |        |

Quando a nasalização das vogais ocorre, as consoantes plosivas sonoras podem se tornar as consoantes nasais [m], [n] e [ŋ]. Além disso, /r/, /w/ e /j/ podem se tornar [r ̃], [w ̃] e [ɲ], respectivamente.

#### Fenômenos consonantais
Plosivas wanano
As plosivas não-aspiradas sonoras e surdas de wanano não são muito diferentes quando comparadas com as outras línguas tucanas. Entretanto, a língua foi a única dentre as línguas tucanas orientais a desenvolver um grupo de três plosivas contrastantes (p - pʰ, t - tʰ e k - kʰ).
Consoantes não-iniciais e não-internas
Como dito anteriormente, quase todas as consoantes frequentemente tomam posição inicial nas palavras, exceto /r e ʔ/.
Ademais, as plosivas aspiradas surdas /pʰ, tʰ e kʰ/ e a plosiva vozeada /d/ são consoantes iniciais que não ocorrem dentro das palavras. A ausência dessa série aspirada desvozeada nas posições internas pode ser explicada pelo desenvolvimento da pós-aspiração contrastante somente nas posições iniciais. Já no caso da plosiva vozeada, isso provavelmente se deve ao fato de que esse segmento ocorre em distribuição complementar com a vibrante /r/, sendo que a plosiva vozeada ocorre nas posições iniciais e é substituida pela vibrante nas posições internas.
Glotal
A plosiva glotal /ʔ/ é outro aspecto comum às línguas tucanas orientais faladas na região de Vaupés, mas incomum àquelas de Piraparaná. Na verdade, é um fator importante que levou à classificação das línguas wanano, piratapuyo e tukano como um subgrupo dentro da família. A consoante nunca aparece inicialmente e é a única que pode aparecer como coda da sílaba.
Africada
Todas as línguas tucanas, exceto duas, tem a fricativa desvozeada /s/ no inventário consonantal, mas somente o wanano desenvolveu uma africada alveopalatal desvozeada [tʃ].

### Vogais
Wanano, assim como todas as línguas tucanas, possui um sistema básico de 6 vogais contrastantes. Segue abaixo tabelas que demonstram suas características.
|         | Anterior | Central | Posterior |
| ------- | -------- | ------- | --------- |
| Fechada | i        | ɨ       | u         |
| Aberta  | e        | a       | o         |

|             | Anterior | Anterior | Posterior | Posterior | Posterior | Posterior |
|             | i        | e        | u         | ʉ         | o         | a         |
| ----------- | -------- | -------- | --------- | --------- | --------- | --------- |
| Fechada     | +        | -        | +         | +         | -         | -         |
| Arredondada | -        | -        | -         | +         | +         | -         |

| Anterior | Anterior | Posterior | Posterior |
| oral     | nasal    | oral      | nasal     |
| -------- | -------- | --------- | --------- |
| i        | ĩ        | u         | ũ         |
| e        | ẽ        | ʉ         | ʉ̃         |
|          |          | o         | õ         |
|          |          | a         | ã         |

#### Harmonia vocálica
O primeiro pesquisador a primeiro propor um sistema de harmonia vocálica básica no wanano foi Waltz. Sua extensa pesquisa e retrato das mudanças vocálicas das vogais primitivas, assim como vários exemplos da variação em cognatos síncronos de outras línguas tucanas orientais, fornecem evidência para a existência dessa variação. O sistema pode ser reduzido, com relativa precisão, aos seguintes componentes:
1. opera entre raízes (morfema de origem) e sufixos (morfema alvo);
2. tem direcionalidade da esquerda para a direita (perseverativa);
3. afeta somente a primeira vogal do sufixo;
4. tem o efeito harmonizante sobre lugar de articulação (anterior para anterior, central para central), mas não sobre a altura.

### Sílabas
As sílabas do wanano possuem somente 4 formas diferentes, ordenadas da mais frequente para a menos frequente (C = Consoante, V = Vogal e ʔ é a plosiva glotal desvozeada):
| Composição | Exemplo | Composição do exemplo | Tradução para português      |
| ---------- | ------- | --------------------- | ---------------------------- |
| CV         | bʉ'u    | CV.CV                 | piranha                      |
| V          | ~ugu    | V.CV                  | sangue                       |
| CVʔ        | ~si'di  | CVʔ.CV                | bebida                       |
| Vʔ         | a'ri    | Vʔ.CV                 | isto (demonstrativo próximo) |

### Tonicidade
Para analisar a tonicidade das sílabas do wanano, é necessário fazer a distinção entre pés bimoraicos (estrutura padrão que corresponde aos morfemas raiz) e pés moraicos (estruturas defeituosas que provêm de morfemas derivacionais e flexivos).
Internamente, nos morfemas raiz, os pés ocorrem em direção da direita, o que explica a tonicidade da última sílaba nessas palavras. No entanto, como o wanano é uma língua aglutinativa, os sufixos vão sendo adicionados à raiz, o que faz com que a proeminência da sílaba ande em direção à esquerda, que é onde a raiz está localizada. Tudo isso resulta numa confluência entre o nível morfológico e fonológico que explica a tonicidade inicial das palavras compostas no wanano.
Entretanto, além da tonicidade, ainda há dois fatores suprasegmentais que tomam parte na formação da prosódia das palavras, sendo estes o tom e a nasalização.

### Fenômenos suprasegmentais

#### Nasalização
A nasalização é um fenômeno suprasegmental presente nas línguas tucanas orientais que age no nível do morfema.
A nasalização age como um "guarda-chuva" em todo o morfema, espalhando-se para todos os fonemas vozeados e para a fricativa glotal /h/; os segmentos não vozeados não são afetados pela nasalização.
Para entender o fenômeno, é necessário entender o conceito de fonema marcado e não-marcado. Todos os morfemas são lexicamente marcados como inerentemente nasais [+ nasal], inerentemente orais [- nasal] ou não marcados [Ø nasal].
Propagação
Enquanto que o nível da nasalização é o morfema, o alcance da nasalização é a palavra do nível fonológico, composta de uma raiz marcada e um ou mais morfemas afixados, que podem ser raízes dependentes ou sufixos).
O fenômeno da propagação da nasalização pode ser resumido, com relativa precisão, da seguinte forma:
- o fenômeno suprasegmental se espalha da esquerda para direita, do último fonema marcado para cada um dos fonemas não-marcados subsequentes;
- fonemas marcados param a propagação;
- a parada da propagação marca o limite da palavra no nível fonológico.

#### Tom
O segundo processo suprasegmental que o wanano possui, assim como todas as outras línguas tucanas orientais, é a tonalidade.
Wanano possui quatro padrões superficiais de tom (A = alto, B = baixo): A, AB, BA, BAB, que resultam em duas melodias tonais contrastantes: A, AB. A melodia tonal é uma característica que se alinha com a extremidade esquerda, cada um de seus elementos é associado um por um, da esquerda para a direita para uma mora, identificada como a unidade que porta o tom.
Propagação
A propagação tonal compartilha várias características com a propagação da nasalização. Primeiramente, é uma característica suprasegmental associada com o morfema e que possui o alcance limitado à palavra fonológica, composta pela raiz principal e um ou mais morfemas afixados. Em segundo lugar, se espalha da esquerda para a direita. Em terceiro lugar, todos os morfemas raiz tem uma melodia tonal como parte das suas respectivas especificações léxicas, enquanto que os sufixos são não-marcados, na maioria das vezes. Assim como a nasalização, há a propagação de tom para os fonemas não-marcados, que vão tomar uma variante tonal alta ou baixa.
Entretanto, o fenômeno suprasegmental da tonalidade difere da nasalização em alguns aspectos. Primeiro de tudo, cada tom da melodia tonal de uma raiz é individualmente associado com uma mora. Em segundo lugar, o morfema raiz mais a esquerda se torna o principal elemento de toda a palavra fonológica, já que é a melodia tonal desta raiz principal que se espalha através da palavra fonológica, suplantando até mesmo as melodias inerentes dos outros morfemas.
O fenômeno da propagação tonal pode ser resumido, com relativa precisão, da seguinte forma:
1. o tom da mora final da raiz principal se espalha da esquerda para a direita para cada um dos fonemas subsequentes;
2. raízes dependentes, quando inclusas em conjuntos, apesar de serem inerentemente marcadas com melodia tonal, não param a propagação; ao invés disso, a sua melodia tonal é suplantada pela melodia tonal da raiz principal;
3. a parada da propagação marca o limite da palavra no nível fonológico.

Atribuição do tom final
A atribuição do tom final é o resultado de um número de etapas e ajustes que a melodia tonal passa para garantir que a forma da superfície final esteja dentro das seguintes restrições:
- o primeiro tom alto ocorrerá no morfema raiz, bem como a tonicidade;
- nenhuma palavra fonológica conterá mais de uma ascendência baixo-alto, apesar de poder conter uma sequência de tons altos como resultado da propagação.

### Fenômenos fonológicos gerais

#### Fenômenos associados com a fala rápida
No wanano, uma série de fenômenos associados com a fala rápida ocorrem, assim como é o caso de grande parte das línguas naturais.
Fusão de vogais similares
Um exemplo da fusão de vogais similares ocorre em palavras verbais que contêm o morfema que codifica o aspecto imperfeito do verbo, -ati. Quando a raiz precedente termina em uma vogal que não é /a/, todos os segmentos são pronunciados inteiramente, como no verbo "hi-ati-a", pronunciado [híatiʔa]. No entanto, se o morfema precedente termina em /a/, o encontro das vogais através das fronteiras de morfema resulta na fusão dessas vogais, fazendo com que, por exemplo, a pronúncia da palavra verbal chʉ-dua-ati-ga seja [chʉ´dúátígá].
Desvozeamento vocálico antes de /h/
Um segundo fenômeno ocasionado pela fala rápida é o desvozeamento de vogais antes de /h/ resultando na fusão morfológica e na formação de um segmento aspirado. Por exemplo, a frase to-pʉ-ro-ta hi-ra, que deveria ser pronunciada como [tópʉ´rótá híra], acaba sendo pronunciada como [tópʉ´róthírá].
Enfraquecimento glotal
Outra tendência observada é o enfraquecimento das plosivas glotais nas raízes com forma CVʔ.CV para fricativas glotais. Por exemplo, ku'tu com pronúncia [kuʔtú] acaba se tornando [kuʰtú].

#### Fenômenos associados com processos articulatórios
Um segundo fenômeno fonológico geral é a desvozeamento completa entre /s/ ou /r/ na forma inicial do fonema e uma consoante desvozeada, resultando no que parece ser dois aglomerados consonantais iniciais: [sʰt] e [rʰk]. Por exemplo, na palavra sito com pronúncia [sitó] que se torna [sʰtó].

## Ortografia
Já houve várias sugestões de sistemas de escrita unificados para a língua wanano, entretanto, nenhum deles foi aceito pela comunidade; como resultado, não há nenhum sistema que seja utilizado por todos. Durante os workshops realizados por Kristine Stenzel, os wanano foram encorajados a utilizar qualquer sistema que se sentissem acostumados. A vontade de possuir um sistema de escrita entre os Wanano é grande, porém não maior do que a vontade de ter um sistema que expresse a peculiaridade e união do povo wanano.
Para fins de publicações, especialmente as mais recentes, a ortografia proposta por Waltz e Waltz é a mais comumente utilizada. Entretanto, os Wanano tendem a não se agradar muito em relação a esta já que é muito similar a ortografia do espanhol.

### Ortografia Waltz
| Aa   | Ãã   | Bb | Cc | CHch |
| CJcj | Dd   | Ee | Ẽẽ | Ff   |
| Gg   | Hh   | Ii | Ĩĩ | Jj   |
| Mm   | Nn   | Ññ | Oo | Õõ   |
| Pp   | PJpj | Qq | Rr | Ss   |
| Tt   | TJtj | Uu | Ũũ | Ʉʉ   |
| ---- | ---- | -- | -- | ---- |
| Ʉ̃ʉ̃   | Vv   | Ww | Yy |      |

## Gramática
Wanano é uma língua polisintética (tem um alto número de morfemas em seu léxico), aglutinativa (as palavras são formadas pela junção de morfemas), nominativa-acusativa (os sujeitos dos verbos transitivos e intransitivos têm a mesma forma), com estrutura de sentença SOV e contém somente 5 categorias gramaticais: substantivos, verbos, partículas, pronomes e interrogativos. A língua conta com apenas três classes de raízes: nominais, verbais e partículas, de onde derivam as duas principais categorias de palavras léxicas: nominais e verbais.
Os critérios mínimos para a existência de uma palavra independente no wanano são a estrutura bimoraica e a especificação inerente dos fenômenos suprasegmentais, nasalização e tom, como explicado anteriormente.

### Estrutura das palavras
A maioria das palavras no wanano são multi-morfêmicas, compostas por uma raiz e um ou mais morfemas afixados, que podem ser outras raízes, sufixos ou clíticos. As maiores palavras de que se têm registro possuem 6 morfemas, mas representam somente uma pequena porção das palavras multi-morfêmicas. Já as palavras com 2-4 morfemas são as mais comuns, compreendendo cerca de 70% das palavras utilizadas em duas histórias tomadas como exemplo (Um caçador e seus cães e Nos velhos tempos, havia ladrões de pessoas) contadas por falantes diferentes com idades semelhantes. Os gráficos seguintes mostram a distribuição das palavras em cada um dos textos.
| Um caçador e seus cães | Um caçador e seus cães | Um caçador e seus cães | Nos velhos tempos, haviam ladrões de pessoas | Nos velhos tempos, haviam ladrões de pessoas | Nos velhos tempos, haviam ladrões de pessoas |
| Morfemas por palavra   | Ocorrências            | %                      | Morfemas por palavra                         | Ocorrências                                  | %                                            |
| ---------------------- | ---------------------- | ---------------------- | -------------------------------------------- | -------------------------------------------- | -------------------------------------------- |
| 1                      | 82                     | 23                     | 1                                            | 112                                          | 32                                           |
| 2                      | 147                    | 41                     | 2                                            | 137                                          | 39                                           |
| 3                      | 84                     | 23                     | 3                                            | 74                                           | 21                                           |
| 4                      | 31                     | 9                      | 4                                            | 25                                           | 7                                            |
| 5+                     | 13                     | 4                      | 5+                                           | 3                                            | 1                                            |
| Total                  | 357                    | 100                    | Total                                        | 351                                          | 100                                          |

As palavras monomorfêmicas em cada textos eram susbtantivos ou raízes verbais em aproximadamente um terço dos casos. O resto eram pronomes (pessoais ou possessivos), substantivos negativos, substantivos interrogativos, quantificadores, determinantes e expressões marcadoras de discurso.
Nas palavras multimorfêmicas, a raiz principal ocorre na posição mais à esquerda e todos os outros morfemas são afixados à sua direita, seguindo o seguinte padrão, na grande parte dos casos:
RAIZ PRINCIPAL + [(raiz(ízes)) + (endoclítico(s)) + (sufixo(s))]
As categorias de afixos em raízes nominais incluem aquelas que codificam gênero, classe, número, qualidade, papel gramatical e informação no nível do discurso. Já as categorias de afixos em raízes verbais codificam diferentes aspectos de informações adverbiais, aspectuais e modais, bem como negação e ênfase.

### Tipos de palavras

#### Verbais
No wanano, existem três tipos de palavras verbais: finitas, simples não-finitas e nominalizadas não-finitas.
Dentre essas, somente as palavras verbais finitas são completamente flexionadas, tendo como elemento morfológico final a morfologia da modalidade sentencial, que determina se a frase é uma afirmação, um questionamento ou um comando; essas palavras frequentemente aparecem em posições finais das sentenças, entretanto, o que determina se a palavra verbal é finita ou não é a morfologia e não a ordem das palavras.
Todas as outras palavras verbais em uma sentença são não-finitas e ocorrem ou como raízes simples não-flexionadas ou como nominalizações. Palavras verbais simples não-finitas ocorrem em construções seriais, onde um único sujeito realiza uma séries de atividades sequenciais diferentes. Já as palavras verbais nominalizadas ocorrem ou como complementos dentro de determinados tipos de construção verbal ou para indicar a condição dependente de uma sentença inteira.

#### Nominais
Como o wanano não possui as noções de adjetivo ou advérbio, as palavras nominais são utilizadas para expressá-las a partir dos seguintes tipos de palavras nominais:
Simples
As palavras nominais simples são construídas a partir de uma raiz nominal, que pode ter forma flexionada ou não-flexionada, dependendo da classe nominal ou do papel gramatical por ela executado. Elas podem servir como argumentos de verbos ou complementos de uma cópula.
Derivadas
As palavras nominais derivadas são construídas a partir de raízes de partículas ou de verbos. Elas também podem servir como argumentos de verbos, tendo uma condição semelhante à dos pronomes. Estas também podem servir como sujeitos, objetos ou complementos em construções copulares.
Adjetivais
Não há nenhuma categoria gramatical identificável como "adjetivo" no wanano. Como uma forma de suprir a necessidade por essa categoria, são utilizados verbos afirmativos como estar/ser grande/pequeno/amargo/bom/ruim/vermelho que requerem formas morfológicas nominalizantes para derivar palavras nominais. Estes são discutidos mais a fundo na seção dos verbos. 
Adverbiais
Noções adverbiais semelhantes às adverbiais são construídas de diversas formas no wanano. Alguns nominais adverbiais são construídos utilizando raízes nominais ou utilizando raízes verbais com a adição do morfema nominalizante -ro, seguido por outros tipos de morfologia nominal, incluíndo o sufixo -re, que codifica substantivos derivados como adjuntos temporais.
Pronominais
Os pronomes de primeira e segunda pessoa yʉ'ʉ (1a pessoa do singular), ~sa (1a pessoa do plural exclusiva), ~badi (1a pessoa do plural inclusiva), ~bʉ'ʉ (2a pessoa do singular) e ~bʉ'sa (2a pessoa do plural) se comportam como raízes nominais independentes. Palavras nominais derivadas da raiz da partícula anafórica ti funcionam como pronomes de terceira pessoa quando ocorrem independentemente dentro de uma sentença, já quando ocorrem com um substantivo completo, a sua função é de codificar o substantivo como definido.
Interrogativos
As únicas raízes interrogativas que podem aparecer como palavras independentes são ~doa e ~yaba. Mais comumente, raízes de partículas interrogativas ficam em conjunto com morfemas que formam as raízes principais de palavras nominais.
Negativas
Por último, há a palavra nominal inerentemente negativa ~de, que sempre ocorre como uma palavra independente e é analisada como uma palavra nominal devido ao fato de que pode ocorrer como o único argumento do sujeito em uma sentença ou como um objeto marcado ou não-marcado.

### Substantivos

#### Características dos substantivos
As seguintes características são compartilhadas por todas as raízes de substantivos no wanano:
- são bimoraicos;
- são lexicamente identificados como inteiramente nasais ou inteiramente orais;
- são lexicamente identificados por uma melodia tonal, ou <B>AB ou <B>H, tendo que conter pelo menos um tom alto.

Raízes nominais podem ter as seguintes formas:
| Composição | Exemplo | Pronúncia | Tradução para português |
| ---------- | ------- | --------- | ----------------------- |
| V          | o       | [óó]      | acari                   |
| CV         | ho      | [hóó]     | banana                  |
| CVV        | ~bie    | [mĩẽ́]     | cachoeira               |
| CVCV       | kopa    | [kohpa]   | buraco                  |
| CVʔCV      | ~da'bo  | [nãʔmṍ]   | flauta                  |

#### Classes de substantivos
Como em todas as línguas tucanas orientais, o wanano faz a distinção entre substantivos animados e inanimados. Os animados são subdivididos entre humanos e não-humanos, que, por sua vez, é subdividida entre animados de nível alto ou baixo em um sistema chamado de "individual" para caracterizar macacos, onças, cobras etc., enquanto que animais que tradicionalmente vivem em grupos são chamados de "coletivos", como cupins, abelhas e cardumes de peixes. Além disso, todos os grupos são diferenciados através de gênero e número.
| Humano     | Raiz                                                         | Gênero              | Gênero              | Número            | Número        |
| Humano     | Raiz                                                         | Masculino           | Feminino            | Singular          | Plural        |
| ---------- | ------------------------------------------------------------ | ------------------- | ------------------- | ----------------- | ------------- |
| Humano     | com gênero inerente                                          | raiz termina em /ʉ/ | raiz termina em /o/ | -ro (obrigatório) | -~a/~da       |
| Humano     | sem gênero inerente                                          | -kʉ                 | -ko (obrigatório)   | -ro (obrigatório) | -~a/~da       |
| Não-humano | individual de nível alto                                     | Ø                   | -koro (opcional)    | -ro (obrigatório) | -a/-~da (-ya) |
| Não-humano | individual de nivel baixo                                    | Ø                   | Ø                   | Ø                 | -a/-~da (-ya) |
| Não-humano | coletivo (raiz é inerentemente plural, terminando em ~a/~da) | Ø                   | Ø                   | -kiro             | Ø             |

Substantivos animados humanos
Marcação de gênero
Somente os substantivos relacionados a humanos são obrigatoriamente marcados de acordo com o gênero. O gênero padrão para a maioria das raízes nominais com referentes humanos é masculino, enquanto que o gênero feminino é marcaco através de outros meios morfológicos.
Marcação de número
Outro fator determinante para substantivos com referentes humanos é o fato de que são também obrigatoriamente marcados por número. O sufixo básico determinante do singular é o -ro, enquanto que o plural é o -a. Excepcionalmente, para palavras de relações familiares relacionadas a mulheres, é utilizada a formação clítica ~sa ~dubia, e para os homens, há um sufixo para plural especial -~sʉba. Em alguns casos específicos, ainda é utilizado o sufixo -~da, porém as razões para sua utilização ainda não são claras.
Substantivos animados não-humanos individuais
Os substantivos dessa classe são subdivididos em duas subclasses com características distintas. A explicação para a distinção entre os dois níveis é provavelmente relacionada à relação de proximidade e afetividade que os Wanano partilham com animais como as onças, frequentemente comparadas aos xamãs, e aos cachorros, que são suas principais companhias em atividades de caça e lazer.
Animados individuais de nível alto
Esses substantivos são também obrigatoriamente marcados por número através do sufixo -ro. Eles podem ser opcionalmente marcados por gênero nas formas singulares através dos sufixos -koro, usado em conjunto com o -ro. Tipicamente, a forma plural desses substantivos segue o mesmo padrão dos humanos.
Animados individuais de nível baixo
Esses substantivos somente são marcados por gênero quando ele é conhecido e importante para o discurso. Eles diferem do subgrupo de alto nível no sentido de que não são explicitamente marcados como entidades singulares, já que suas formas principais funcionam como singulares não-marcados e para referência de gênero ao mesmo tempo. O plural é marcado pelo sufixo -a na grande maioria dos casos; excepcionalmente, o sufixo -ya pode ser utilizado para casos de plurais irregulares.
Animados inerentemente coletivos
Esta última categoria de substantivos animados se refere a criaturas que são geralmente reconhecidas como grupais, ou que vivem e se movem em grupos, como minhocas, alguns tipos de peixe e insetos. Diferentemente dos outros animados individuais, praticamente todos os substantivos podem ser marcados como inerentemente plurais.
Substantivos inanimados
O segundo grande grupo de substantivos do wanano é o grupo dos substantivos inanimados, que pode ser subdividido em contáveis e não-contáveis.
Substantivos inanimados não-contáveis
A principal característica desse grupo de substantivos é o fato de que eles não possuem forma plural e que a sua função primária é identificar algo que não pode ser medido ou contado.
A adição do sufixo -ro a um substantivo desse tipo pode criar uma entidade semanticamente relacionada que é contável.
Esses substantivos podem ser criados a partir da adição do sufixo -a a um verbo. Por exemplo, ko (água) → ko-ro (tempestade).
Substantivos inanimados contáveis
Esse grupo de substantivos pode ser subdividido em três categorias: objetos sem forma, partes do corpo e objetos com classificadores. Geralmente, o plural desses substantivos é formado pelo sufixo -ri.
O primeiro grupo é composto por morfemas livres, cujas formas não-sufixadas funcionam tanto como um singular não-marcado quanto como uma referência genérica, por exemplo objetos como ilhas ou jardins.
O segundo grupo é composto por partes do corpo, que são obrigatoriamente marcados pelo sufixo -ro nas formas singulares. Isso pode ser devido ao fato de que as partes do corpo são consideradas partes de um todo que é um ser animado.
O terceiro grupo é formado por substantivos cujas formas não-marcadas indicam referências genéricas, enquanto que a referência singular é codificada por um classificador, que marcam o formato ou a configuração do objeto.
Segue uma tabela contendo alguns dos classificadores do wanano:
| Classificador | Significado                 | Exemplo                                  |
| ------------- | --------------------------- | ---------------------------------------- |
| -da           | similar a uma corda         | yo'ga-ri-da (linha de pesca)             |
| -dʉ           | cilíndrico/reto             | hoa-dʉ (uma caneta/lápis)                |
| -ka           | redondo                     | ~ta-ka (uma pedra)                       |
| -~ki          | um monte, uma abundância    | ho-~ki (um monte de bananas)             |
| -paro         | cilíndrico/curvado          | ho-paro (uma banana)                     |
| -phata        | plano                       | ~khubu-phata (um banco, feito de tábuas) |
| -~phi         | longo, similar a uma lâmina | sio-ri-~phi (uma faca)                   |
| -thu          | empilhado                   | bu'e-ri-thu (um caderno)                 |
| -to/ro        | côncavo                     | phʉ'u-ro (uma cesta)                     |

Esse grupo ainda pode conter uma quarta manifestação composta por substantivos compostos formados por um substantivo principal e um dependente. Por exemplo, ~kadʉkapa significando um broto de cana-de-açúcar.
Substantivos derivados
Substantivos derivados de verbos
Os substantivos derivados formados por raízes verbais com adição dos sufixos nominalizantes (-ri) seguem as mesmas regras e características específicas determinadas para cada uma das classes previamente citadas.
Substantivos derivados de partículas
Tanto os substantivos animados quanto os inanimados podem ser derivados de diferentes tipos de partículas, incluindo aquelas que codificam dêixis, anáfora e alternação. Esses substantivos são elementos concordiais e frequentemente acompanham uma raiz principal referente em uma função modificadora, podendo também servir como pronome, caso o referente esteja claro.
Substantivos negativos
Wanano tem ainda um substantivo não-flexionado e inerentemente negativo ~de que ocorre antes dos verbos e pode ser interpretado como nada, ninguém ou nunca. Quando acompanhado por um substantivo, pode ser interpretado como a ausência daquilo.

### Pronomes
Os pronomes no wanano são divididos em pessoais, possessivos, interrogativos e demonstrativos. A distinção de gênero, assim como em português, só é feita nos pronomes de 3a pessoa. Eles são categorizados em dêiticos para a 1a e 2a pessoa e anafóricos para 3a pessoa.

#### Pronomes pessoais
|            |           |           | Singular | Plural    |
| ---------- | --------- | --------- | -------- | --------- |
| Dêiticos   | 1a pessoa | exclusiva | yʉ'ʉ     | ~sa       |
| Dêiticos   | 1a pessoa | inclusiva | yʉ'ʉ     | ~badi     |
| Dêiticos   | 2a pessoa | 2a pessoa | ~bʉ'u    | ~bʉ-sa    |
| Anafóricos | 3a pessoa | feminina  | ti-ko-ro | ti ~dubia |
| Anafóricos | 3a pessoa | masculina | ti-ro    | ti-~da    |

#### Pronomes possessivos
|           |           | Singular | Plural |
| --------- | --------- | -------- | ------ |
| 1a pessoa | exclusiva | yʉ       | ~sa    |
| 1a pessoa | inclusiva | yʉ       | ~bari  |
| 2a pessoa | 2a pessoa | ~bʉ      | ~bʉ'sa |
| 3a pessoa | 3a pessoa | to       | ti     |

Nos casos em que o domínio é exercida por um substantivo, a independência fonológica de cada unidade e a posição predecessora desse elemento determinará a relação de posse na sentença exercida.
No wanano, também há a relação de domínio entre seres e os lugares de origem ou identificação, expressa por uma construção possessiva especial marcada pelo afixo -~baka.

#### Pronomes interrogativos
| Português                | Wanano     |
| ------------------------ | ---------- |
| Quantos? (não-contáveis) | ~do'o-puru |
| Quantos? (contáveis)     | ~do'o-pe   |
| O quê?                   | yaba       |
| Quem?                    | ~doa       |
| Onde?                    | ~do'o-i    |

As perguntas sobre tempo, quando, razão, porquê, e os meios, como, são construções verbais.

#### Pronomes demonstrativos
|           | Isto | Estes    | Aquilo | Aqueles                             | Aqui | Ali (distante) | Ali (remoto) | Outro |
| --------- | ---- | -------- | ------ | ----------------------------------- | ---- | -------------- | ------------ | ----- |
| Dêitico   | a'ri | a'ri-~da | si     | si-~da (animado); si-re (inanimado) |      |                | to           |       |
| Anafórico |      |          | ti     |                                     |      |                | to           | pa    |
| Distante  |      |          |        |                                     | ~o   | ~so'o          | to           |       |

### Partículas
Como evidenciado nos tópicos já abordados, a língua wanano é composta por muitos morfemas e partículas que são afixadas a raízes nominais para indicar e codificar alguma relação semântica. O grupo das partículas funciona de um jeito similar a um sistema de casos gramaticais e é composto por vários desses morfemas que podem codificar informação léxica, relações gramaticais ou informações no nível do discurso. Abaixo, segue uma tabela demonstrando as partículas a serem abordadas neste tópico e a ordem com que elas aparecem em uma palavra.
|                                                           | Léxica            | Léxica                 | Léxica               | Léxica                              | Léxica                             | Gramatical      | Gramatical                                 | Nível do discurso                                                                             |
| Raiz                                                      | +1                | +2                     | +3                   | +4                                  | +5                                 | +6              | +7                                         | +8                                                                                            |
| --------------------------------------------------------- | ----------------- | ---------------------- | -------------------- | ----------------------------------- | ---------------------------------- | --------------- | ------------------------------------------ | --------------------------------------------------------------------------------------------- |
| Raiz verbal Partícula Raizdependente + (Raizindependente) | Nominalizante -ri | Genérico/Geral -ko -ku | Individualizante -ki | Numeral -ro -a/~da -rop -CLS -ri/se | Diminutivo -~ka Aumentativo -wʉ'rʉ | Locativo -i -pʉ | Objeto -re Comitativo/Instrumental -~be're | Contrastante -se'e Referencial -ta Enfático ~hi'da Aditivo -khu Temporal -re Solitário -di'ta |

#### Morfemas codificando informações léxicas
Classe/Gênero/Número
O uso dessa classe já foi mais extensamente discutido em cada uma da subdivisões do grupo dos substantivos. Maior especificação léxica da identidade de uma palavra é possível através de uma quinta categoria de morfemas lexicais: o diminutivo e o aumentativo.
Diminutivo
A forma diminutiva -ka do wanano segue o mesmo padrão encontrado nas outras línguas tucanas orientais, sendo que o diminutivo é muito mais comum do que o aumentativo e utilizado em uma grande variedade de situações. Vale ressaltar o fato de que quando uma frase possui tanto um modificador quanto uma raiz principal, o diminutivo aparece em ambos os elementos.
Em frases onde há construções adverbiais, o morfema diminutivo frequentemente aparece como um intensificador ou como um quantificador indefinido.
Aumentativo
Assim como o diminutivo, o aumentativo -wʉ'ru serve para indicar o tamanho, porém também pode funcionar como um quantificador indefinido, na ocasião de uma frase com construção adverbial.

#### Morfemas codificando informações gramaticais
Locativos
Os substantivos que indicam localidade são marcados pelo locativo visual -i (dêitico próximo) ou pelo não visual -pʉ (dêitico distante/remoto ou anafórico).
Objeto
Não há nenhuma marcação de sujeito verbal no wanano, devido ao fato de ser uma língua nominativa-acusativa. Entretanto, os substantivos que servem como objetos de verbos transitivos ou ditransitivos são marcados pelo sufixo -re.
Comitativo/Instrumental
Essa marcador gramatical serve para expressar uma relação comitativa ou instrumental (ambas expressadas por "com" em português, como em "com o meu pai" e "com uma faca") de um substantivo utilizando o sufixo ~be're.

#### Morfemas codificando informações no nível do discurso
Referencial
O marcador referencial -ta é extremamente utilizado no discurso cotidiano dos Wanano e pode aparecer tanto em construções verbais quanto nominais. Apesar do fato de sua função ser extremamente dependente de contexto quando utilizada num discurso, a sua principal função é enfatizar a referência a um nome focal ou previamente citado.
Enfático
Um dos marcadores de discurso mais frequentes é o enfático ~hi'da, que pode aparecer em formas verbais e nominais. Diferentemente do referencial, não é um morfema dependente, na verdade, é foneticamente independente e nunca flexionado. Serve para dar ênfase a algo que esteja sendo posto em discussão.
Contrastante
O morfema -se'e ocorre muito menos frequentemente do que os supracitados e aparece somente em alguns sujeitos nominais. Possui a função de indicar um contraste entre os sujeitos nominais nas sentenças adjacentes. Frequentemente, apesar de não exclusivamente, é utilizado quando os sujeitos em voga são ambos pronomes e o falante deseja evitar a ambiguidade.
Aditivo
Outro marcador de discurso, é o aditivo -khu, que serve para dar um sentido de adição a um substantivo, algo similar a "também".
Temporal
O quinto morfema marcador de discurso é o temporal -re. Possui a função de estabelecer o tempo em que se passa os eventos em discussão. Vale ressaltar que a análise desse morfema é um tanto quanto complicada, devido ao fato de que o marcador de objeto -re é seu homófono perfeito.
Solitário
O marcador de discurso -di'ta serve para denotar uma ideia de solidão para expressar que o sujeito ou objeto em que ele está sendo utilizado está sozinho, sem acompanhantes.

### Verbos
Wanano, como dito anteriormente, tem o sistema de casos nominativo-acusativo, ou seja, marca o sujeito de verbos transitivos e intransitivos da mesma forma, ao contrário de sistemas ergativos, por exemplo.

#### Intransitivos
Verbos intransitivos são aqueles que requerem apenas um único argumento nominal. Abaixo, seguem alguns exemplos.
1) yʉ'u hi-ha ko-iro
1SG COP-VIS.IMPERF.1 parente-NOM:SG
Eu sou seu parente / Eu sou um parente.
2) dubi-a da'ra wa'a-ra wese-pʉ
mulher-PL trabalhar ir-VIS.IMPERF.NON.1 jardim-LOC
As mulheres vão trabalhar no jardim.
3) to badu-ro pase-pʉ wa'a-a
3SG.POSS marido-SG longe-LOC ir-ASSERT.PERF
O marido dela saiu.

#### Transitivos
Verbos transitivos são aqueles que requerem dois argumentos nominais. Abaixo, seguem alguns exemplos.

4) a'ri thu-re hoa-ha ~sa kooti-ri-a
DEM:PROX CLS:empilhado-OBJ escrever-VIS.IMPERF.1 1PL:EXC Wanano-NOM-PL
Nós, os Wanano, estamos escrevendo este livro.
5) ti-ro tia-ro ka-ya-re ~waha-a
ANPH-SG três-PART macaco.negro-PL-OBJ matar-ASSERT.PERF
Ele matou três macacos-negros.
6) ti-ro ~yabi-re ~tidi-ra
ANPH-SG noite-TMP andar-VIS.IMPERF.NON.1
O vagalume saía de noite.
7) ti-ro ~da-ra ti-re ti-~phi-re wese-pʉ-re
ANPH-SG trazer/levar-VIS-IMPERF.NON.1 ANPH-CLS:genérico ANPH-CLS:formato de lâmina-OBJ jardim-LOC-OBJ
Ele sempre leva a machete para o jardim.
8) bʉ'ʉ yahiri ~pho'da-re yʉ'ʉ-re wa'ga
2SG(POSS) coração-OBJ 1SG-OBJ dar-IMPER
Me dê o seu coração.
9) to ~ba-kʉ-ro-~ka-re ~da-wʉa-rʉka-ga
3SG(POSS) criança-MASC-SG-DIM-OBJ trazer/levar/levantar-INCEP-ASSERT.PERF
Ela levantou seu pequeno garoto.

Uma prova de que o wanano é verdadeiramente uma língua nominativa-acusativa pode ser observada quando o pronome yʉˈʉ é o mesmo utilizado tanto no exemplo 1 quanto no exemplo 8. Há também elementos que se repetem em forma entre os exemplos 9-3 e 6-5, mas possuem funções diferentes, comprovando o padrão de língua nominativa-acusativa.

#### Verbos transitivos de movimento
Verbos transitivos de movimento frequentemente ocorrem com expressões adjuntas codificadas somente pelo locativo -pʉ. Além desses, existem certos verbos de movimento que podem ser sintaticamente transitivos, ou seja, requerem um argumento oblíquo codificado por -pʉ're.
Exemplos:

10) ayo ~o-pʉ-re yʉ'ʉ kho'a-wi'i-kʉ-ka
então/logo DEIC:PROX-LOC-OBJ 1SG voltar-COMPL-NON.3.MASC-PREDICT
É assim que nós voltaremos pra cá.
11) ku'tu-~ka-pʉ-re phi'a'sʉ-'a
clareira-DIM-LOC-OBJ MOV.ir.dentro-COMPL-ASSERT.PERF
(Ele) foi para dentro de uma pequena clareira.
→ Vide notas para esclarecimento acerca das abreviações.

#### Adjuntos
A língua wanano faz uso de adjuntos para expressar ideias similares aos advérbios. Segue abaixo uma tabela desses adjuntos, junto das funções que realizam e um exemplo de uso.
|              | Adjunto  | Exemplo |
| ------------ | -------- | --- |
| Locativo     | -pʉ      | die-ro pari-saba-pʉ ~koa-ra (O cachorro está deitado na lama)                                                       |
| Temporal     | (-pʉ)-re | ti-re thʉ'o ti-ro sua-ta-a te ti kha'a-pʉ (Quando nós escutamos aquilo, nós corremos até que ele estivesse do lado) |
| Comitativo   | -~be're  | ~a-ta yoa ti-ro-~be're du-ruku-a yoa-a (Então, o homem começou a falar com ele)                                     |
| Instrumental | -~be're  | tʉ-~be're ~bʉ'ʉ wa'i-~kida-~waha sito-ta-ka (Com esse graveto, você irá caçar ao redor)                             |

Existem alguns casos em que o adjunto temporal pode vir acompanhado do sufixo locativo.

#### Ordem dos constituintes
Como também é o caso em outras línguas tucanas orientais, no wanano, há uma ordem dos constituintes bastante flexível. A ordem principal é SOV, entretanto, existem casos onde essa ordem é alterada, por exemplo, quando há uma construção temporal de tipo adverbial, a frase tem a tendência de começar com o verbo, seguido pelo sujeito e pelos objetos.
Abaixo, segue uma representação da ordem dos constituintes mais comum no wanano:
| Ordem dos constituintes | Ordem dos constituintes | Ordem dos constituintes | Ordem dos constituintes                   | Ordem dos constituintes | Ordem dos constituintes |
| ----------------------- | ----------------------- | ----------------------- | ----------------------------------------- | ----------------------- | ----------------------- |
| Advérbio temporal       | Sujeito                 | Objeto                  | Advérbios de modo, qualidade ou enfáticos | Construção verbal       | Locativos               |

Vale ratificar que esta é apenas a ordem mais comum, porém está longe de ser a única.

#### Perguntas verbais
Como visto anteriormente, o wanano tem uma série de interrogativos nominais usados para fazer perguntas como qual, qual tipo, quantos, quem, para onde e etc. Em concomitância a essas formas, há também três tipos de perguntas de tipo adverbial construídas através do interrogativo do'se, que podem ser usadas para fazer as perguntas de como, quando e porquê.

## Vocabulário
Seguem alguns exemplos de vocabulário de cunho geral no wanano:

### A história do cão caçador

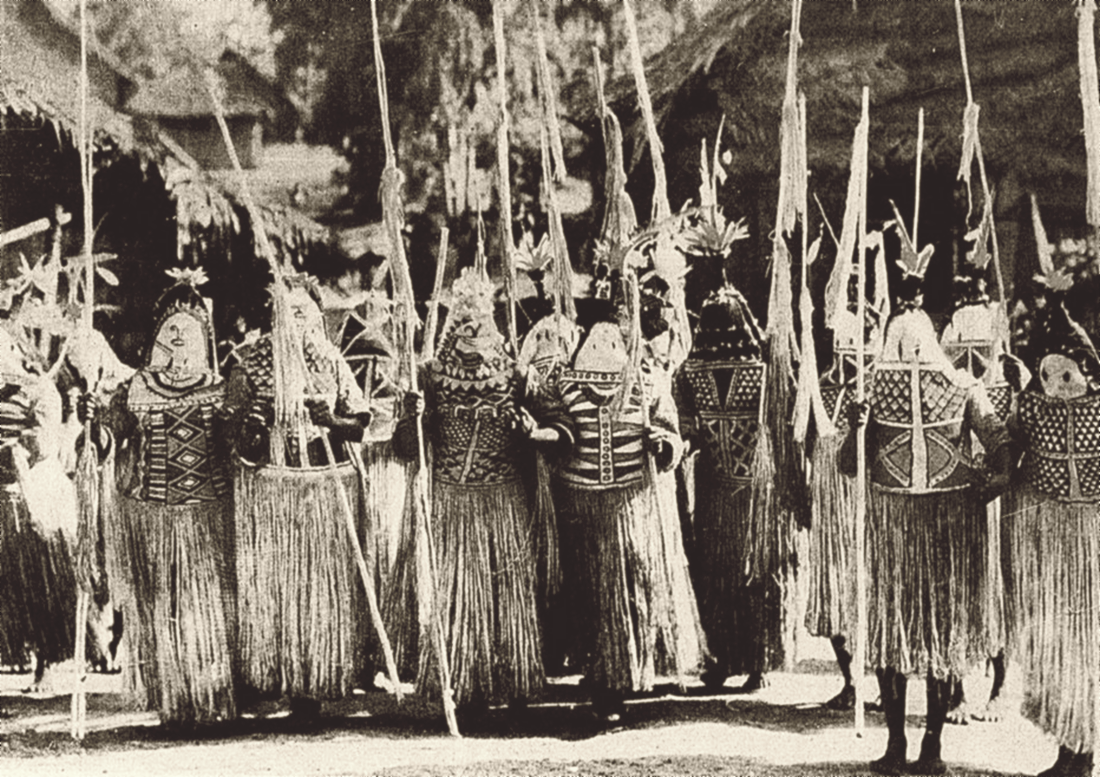
Indígenas wanano em dança tradicional das máscaras

A seguir está uma história tradicional wanano chamada "A história do cão caçador", contada pelo indígena wanano Mateus Cabral.
| Wanano | Português |
| --- | --- |
| Die-ro wa'i-kida ~dʉdʉ-iro khiti Yʉ'ʉ yairo yare ya'uika. Yairo to dierore chʉri khitire ya'uika yʉ'ʉ. Ã yoa~da ~sase'e bo'reka'arore ~sa da'ra~da wa'achʉ, yʉ'u phʉkʉ~be're wa'ai da'ra~da wa'a~da, ã yoa dierose'e wa'ikirore ~dʉdʉro ~dire. To yairo chʉto ~phado, ~kʉiro bo'so ~waha yoare. Ã yoa tu'sʉ, pairo-re ~dʉdʉ ~waharo, watoi yairose'e tirore ~dʉdʉti ~ya'aro koatare. ~sa, yoaropʉ, yʉ'ʉ phʉkʉ-~be're thʉ'oi. Ã yoa ~yʉ~da, yʉ phʉkʉ toaro~be're wa'a ~yʉro wa'are dierore Ã yoa yairose'e ~waha ~dawa'aka'a wa'are chʉro wa'aro Ã yoa~da ~sa diero~be'reera~ida ~thuahakʉrʉ yoaripa To wa'ikiro ~wahariroditare ~sa ~dathuai wʉ'ʉpʉre | A história do cão caçador Eu vou contar uma história sobre uma onça. Eu vou contar sobre a história de uma onça que come cães. Então, enquanto eu e o meu pai estávamos indo para o trabalho na manhã, o cão estava caçando um animal. Antes que a onça o matasse, ele já tinha comido uma cotia. Depois, ele estava caçando um animal, quando nós escutamos a onça capturar o cachorro. Nós, de longe, eu e o meu pai, ouvimos aquele barulho. Quando nos entendemos o que havia acontecido, meu pai foi procurar o cachorro rapidamente, mas a onça já havia matado e levado o cachorro para longe para comê-lo. Então, nós ficamos sem cachorro por muito tempo. Nós levamos somente o animal morto para casa. |

### Palavras básicas
Segue uma tabela com palavras básicas no wanano: 
| Wanano     | Português |
| ---------- | --------- |
| Ne!        | Olá       |
| Wahai nija | Tchau     |
| Jimajari   | Bom dia   |
| Noana      | Obrigado  |
| Suaerara   | Desculpa  |
| Ãja        | Sim       |
| Tó purota  | Não       |

### Lista de Swadesh reduzida
Segue uma tabela de Swadesh no wanano reduzida:

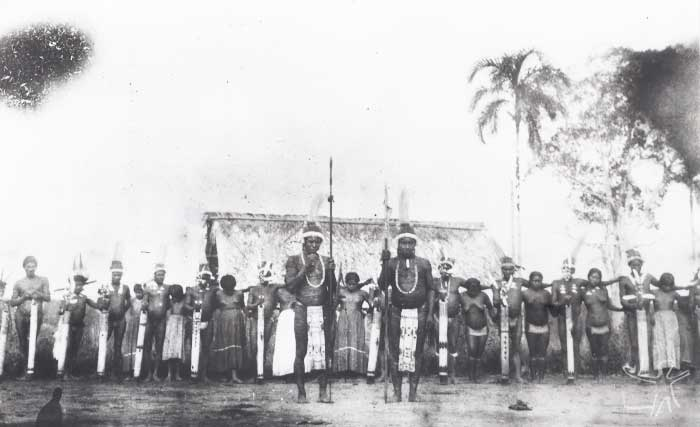
Indígenas wanano em reunião da vila

| No. | Wanano              | Português   |
| --- | ------------------- | ----------- |
| 1   | nãhmáno             | língua      |
| 2   | dʉsero              | boca        |
| 3   | dʉsero dʉhtʉ caha   | lábio       |
| 4   | piriaca             | dente       |
| 5   | quẽno               | nariz       |
| 6   | capariaca           | olho        |
| 7   | cahmono             | orelha      |
| 8   | dapu                | cabeça      |
| 9   | poto                | testa       |
| 10  | pjoa                | cabelo      |
| 11  | puhtiaca            | queixo      |
| 12  | dʉsepoari           | barba       |
| 13  | wamʉa               | pescoço     |
| 14  | pẽno                | seio        |
| 15  | sucunu              | costas      |
| 16  | comapariaca         | ombro       |
| 17  | wamomaca            | braço       |
| 18  | wamomaca curiaca    | punho       |
| 19  | na tuhcuari curiaca | cotovelo    |
| 20  | wamomaca            | mão         |
| 21  | wamopika            | dedo da mão |
| 22  | wamosero            | unha        |
| 23  | ñʉchʉcʉ             | perna       |
| 24  | dʉso                | coxa        |
| 25  | ñʉchʉcʉ curiaca     | joelho      |
| 26  | ñichʉcʉ cohã        | canela      |
| 27  | dahporo             | pé          |
| 28  | dahpo pica          | dedo do pé  |
| 29  | cahsaro             | pele        |
| 30  | cohã                | osso        |
| 31  | di                  | sangue      |
| 32  | yajeripohna         | coração     |
| 33  | nunʉ                | pênis       |
| 34  | mʉno                | homem       |
| 35  | mʉno                | macho       |
| 36  | numino              | fêmea       |
| 37  | masʉno              | pessoa      |
| 38  | manʉ                | marido      |
| 39  | namo                | esposa      |
| 40  | pʉcʉ                | pai         |
| 41  | poco                | mãe         |
| 42  | co                  | água        |
| 43  | pari ma             | rio         |
| 44  | nʉco                | ilha        |
| 45  | bʉcʉpariro          | lago        |
| 46  | pari sahba          | pântano     |
| 47  | me sehe             | céu         |
| 48  | coro                | chuva       |
| 49  | wihnono             | vento       |
| 50  | sʉ̃                  | sol/lua     |

### Termos de parentesco
A sociedade wanano é muito centrada na família, portanto, possui diversos nomes para as funções de cada um dentro da família. Segue uma lista de alguns deles:
| Wanano                    | Português                            |
| ------------------------- | ------------------------------------ |
| bachʉ                     | tio (irmão da mãe)                   |
| baho                      | irmã menor                           |
| baho macono               | sobrinha paralela de uma mulher      |
| baho macʉno               | sobrinho paralelo de uma mulher      |
| bahʉ                      | irmão menor                          |
| buji                      | genro                                |
| bujiboho                  | cunhada de uma mulher                |
| bujibʉhʉ                  | cunhado de uma mulher                |
| capahñʉno                 | cunhado                              |
| coyeiro                   | familiar, parente                    |
| coyeiro ji turiariro      | descendente                          |
| coyeiro panopʉ macariro   | antepassado                          |
| maco                      | filha                                |
| macʉ                      | filho                                |
| macʉ ji nʉnʉ tiriro       | filho menor                          |
| macʉ namo                 | nora                                 |
| maí                       | papai (vocativo)                     |
| maí chiró                 | avô (vocativo)                       |
| manʉ                      | esposo, marido                       |
| marecho                   | sogra                                |
| marechʉ                   | sogro                                |
| masa wahmino              | cacique, irmão mais velho (de todos) |
| mʉo                       | tia (irmã da mãe)                    |
| namo                      | esposa                               |
| namo maco                 | enteada                              |
| namo macʉ                 | enteado                              |
| nasamo                    | cunhada de uma mulher                |
| ñʉcho                     | avó                                  |
| ñʉcho pocoro              | bisavó                               |
| ñʉcho pʉcʉro              | bisavô                               |
| ñʉchʉ                     | avô                                  |
| ñʉchʉ panopʉ macariro     | antepassado                          |
| ñʉchʉ pocoro              | bisavó                               |
| ñʉchʉ pʉcʉro              | bisavô                               |
| pahñʉ                     | cunhado do marido                    |
| panamaño                  | neta                                 |
| panami                    | neto                                 |
| panamino ji turiariro     | descendente masculino                |
| panamañono ji turiaricoro | descendente feminino                 |
| panamaño macono           | bisneta                              |
| panamaño macʉno           | bisneto                              |
| panami macʉno             | bisneto                              |
| panami macono             | bisneta                              |
| poco                      | mãe, mamãe                           |
| poco maco                 | prima paralela                       |
| poco macʉ                 | primo paralelo                       |
| poco wahmiono             | tia                                  |
| pʉcahmi                   | tio (irmão mais velho do pai)        |
| pʉcʉ                      | pai, papai                           |
| pjabʉco                   | sobrinha paralela de uma mulher      |
| pjabʉcʉ                   | sobrinho paralelo de uma mulher      |
| pjaca maco                | sobrinha cruzada de um homem         |
| pjaca macʉ                | sobrinho cruzado de um homem         |
| pʉcʉbʉhʉ                  | tio (irmão menor do pai)             |
| taño                      | prima cruzada                        |
| tañʉ                      | primo cruzado                        |
| wahmi                     | irmão mais velho                     |
| wahmio                    | irmã mais velha                      |
| wahmio macono             | sobrinha paralela de uma mulher      |
| wahmio macʉno             | sobrinho paralelo de uma mulher      |
| wamaño                    | tia (irmã do pai)                    |
| yai maco                  | sobrinha wanana de um homem          |
| yai macʉ                  | sobrinho wanano de um homem          |

### Numerais
O sistema de numerais no wanano é baseado no uso dos dedo das mãos, e, às vezes, visualmente, se incluem também os pés. Os números wanano de quem se tem registro de uso vão até 15 (os 5 dedos cada uma das duas mãos e os 5 dedos de um dos pés); para contar acima desse número, os indígenas, já inclusos nas sociedades ocidentais, fazem uso do espanhol ou do português. Entretanto, evidencia-se que os Wanano preferem fazer uso dos números tradicionais de suas culturas quando possível, só utilizando os números em outra língua quando é extremamente necessário.

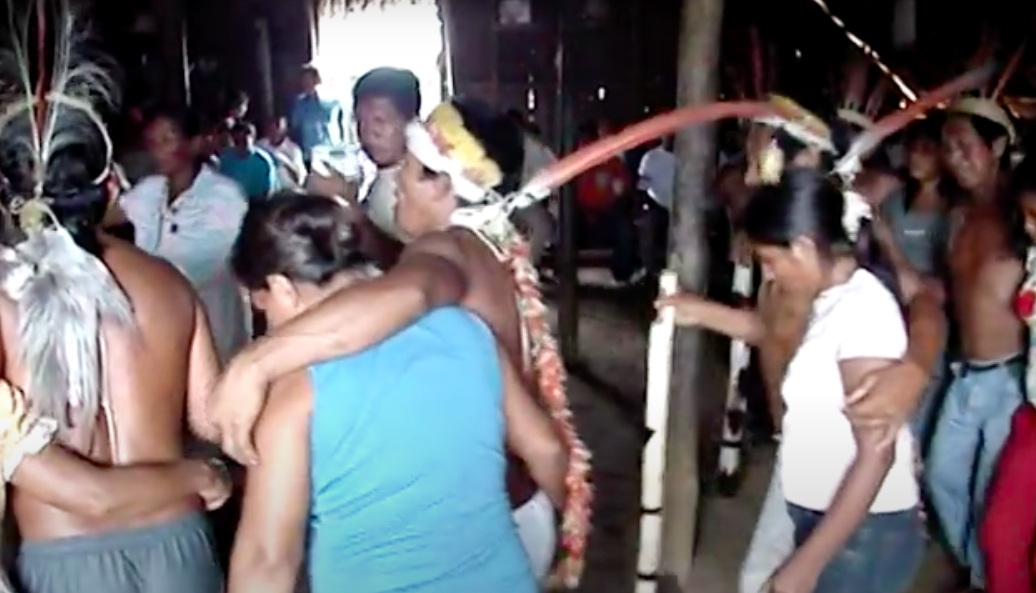
Indígenas kotiria em cerimônia de dança tradicional

Os Wanano não expressam somente o número, sempre os usam com um classificador ou um substantivo.
Segue diagrama dos numerais.
| Wanano                                      | Português | Exemplo |
| ------------------------------------------- | --------- | --- |
| cʉ̃                                          | um        | Cʉ̃ pjĩ yihsori pjĩne cahmaja "Preciso de uma faca"                                                          |
| pʉa                                         | dois      | Pʉa camisa nuchʉchi "Comprei duas camisas"                                                                  |
| tia                                         | três      | Tiaro mʉa wihire. Tia wʉhʉ cjʉaine jira "Três homens chegaram. Eles são os que têm três casas"              |
| pititia                                     | quatro    | Pititia wʉhʉse jira ti ya macai "Há quatro casas na sua aldeia"                                             |
| cʉ̃ wahsõripe                                | cinco     | Cʉ̃ wahsõripe dachori dahrahi sã. Cʉ̃ wamomaca pihtia dachori dahrahi sã. "Trabalhamos por cinco dias"        |
| cʉ̃ wamomaca pihtia                          | cinco     | Cʉ̃ wahsõripe dachori dahrahi sã. Cʉ̃ wamomaca pihtia dachori dahrahi sã. "Trabalhamos por cinco dias"        |
| cʉ̃ wamomaca pihtia pa wamomaca cʉ̃ ria ñaha- | seis      | Cʉ̃ wamomaca pihtia pa wamomaca cʉ̃ ria ñahaina pohna tira. "Ele tem seis filhos"                             |
| pʉa wahsõripe                               | dez       | Pʉa wahsõripe mʉa wʉhʉse jira tí macai. Pʉa wamomaca pihtia wʉhʉse jira tí macai. "Há dez casas nessa vila" |
| pʉa wamomaca pihtia                         | dez       | Pʉa wahsõripe mʉa wʉhʉse jira tí macai. Pʉa wamomaca pihtia wʉhʉse jira tí macai. "Há dez casas nessa vila" |
| tia wamomaca pihtia                         | quinze    | Buheina tia wamomaca pihtiina jire. "Havia 15 estudantes"                                                   |
| cʉ̃ no dacho macai                           | metade    | Tabore cʉ̃ no dacho macai yihsoi wahaga. "Corte a tábua pela metade"                                         |
| pʉaropʉ                                     | ambos     | Pʉaropʉta dahra duara. "Ambos querem trabalhar"                                                             |